# Публилии
Публи́лии (лат. Publilii) — частью патрицианская, частью плебейская древнеримская фамилия, имевшая следующих представителей:
- Публилий Волерон (лат. Publilius Volerō), проведший в 471 г. до н. э. закон об избрании плебейских магистратов в трибутных комициях (ut plebeii magistratus tributis fierent)[1];

- Квинт Публилий Филон (лат. Quintus Publilius Phylō) — консул 339 г. до н. э, получивший триумф за победу над латинами. Он был первый претор из плебеев (337 до н. э); в 335 г. до н. э. он был magister equitum, в 332 г. до н. э. — цензором. В 326 г. до н. э. был назначен проконсулом — первый случай пророгации власти в соединении с титулом проконсула[1];

- Публия (Publia или Publilia), вторая жена Цицерона, на которой он женился 60-летним стариком по денежным расчетам. Брак не был счастлив, и в 45 г. до н. э. Цицерон развёлся с женой[1].